# Ушаков, Евгений Григорьевич
Евге́ний Григо́рьевич Ушако́в (2 февраля 1901, Кузнецк, Томская губерния, Российская империя — 13 ноября 1952, Рига,  СССР) — советский военачальник, генерал-майор (25.09.1943).

## Биография
Родился в Кузнецке (впоследствии переименованном в Сталинск, в настоящее время – Новокузнецк Кемеровской области) Томской губернии в семье станционного смотрителя, выходца из старателей золотых приисков. В семье было 11 детей и удочерили ещё дочку Надю (12-ю). Известно, что вместе со своим братом Николаем, который также впоследствии стал известным советским военачальником, генерал-майором артиллерии, учился и получил среднее образование в Кузнецком народном училище (после 1920 — школа № 10, а ныне — Гимназия № 2 города Новокузнецк) Томской губернии.

### Гражданская война
В октябре 1919 был призван в армию адмирала А. В. Колчака и направлен юнкером в Екатеринбургскую учебно-инструкторскую школу. Через 1,5 недели дезертировал и убыл на родину, в том же месяце вступил в крупный повстанческий отряд. Участвовал с ним в нескольких партизанских операциях против частей колчаковской армии под Томском и Новониколаевском (ныне – Новосибирском). В ноябре того же года принял командование конным отрядом и выступил с ним через фронт для связи с регулярными частями Красной армии. По выходе к войскам 5-й армии получил задачу по охране объектов в г. Томск. В конце ноября по личному желанию о направлении в действующую армию получил назначение в 239-й Курский стрелковый полк 27-й стрелковой дивизии. В этом полку проходил службу до конца Гражданской войны, занимал должности командира взвода и помощника начальника команды пеших разведчиков, помощника командира и командира роты, начальника команды конных разведчиков. В июне 1920 вместе с дивизией был переброшен на Западный фронт, где воевал с белополяками на р. Березина, под Минском, Барановичами, Слонимом, на варшавском направлении. После поражения Красной армии под Варшавой с дивизией отходил на Волковыск и далее на Барановичи. В январе–марте 1921 в составе полка вёл бои с бандформированиями на территории Витебской, Минской и Гомельской губерний. В марте 1921 в составе Южной группы войск принимал участие в подавлении восстания в Кронштадте, с начала апреля боролся с бандитизмом в Поволжье.

### Межвоенный период
После войны  продолжал служить помощником командира роты в том же полку 27-й Омской стрелковой дивизии в г. Царицын. С июня 1922, после реорганизации дивизии, служил в 80-м стрелковом полку в Смоленске в должностях командира взвода конной разведки, помощника командира и командира роты. В октябре 1927 переведён в 79-й стрелковый полк этой же дивизии в г. Лепель, где исполнял должность начальника полковой школы и командира батальона. С декабря 1928 по сентябрь 1929 находился на учёбе на курсах «Выстрел», затем вернулся в полк на прежнюю должность. В апреле 1931 переведён в 8-ю стрелковую дивизию (БВО, Бобруйск) на должность помощника командира 22-го стрелкового полка по хозяйственной части, с мая 1932 исполнял должность начальника военно-хозяйственного снабжения дивизии. Приказом НКО СССР от 15 октября 1937 уволен в запас по статье 43, пункт «а». После увольнения работал начальником транспортного отдела военторга в Бобруйске, с сентября 1939 — начальником военторга в г. Молодечно Вилейской области, с октября 1940 — заместитель председателя промышленного организационного бюро Вилейского облсоюза в г. Сморгонь.

### Великая Отечественная война
С началом  войны вступил в формировавшийся в районе Полоцка отдельный отряд, имевший задачу занять оборону по старой границе. С переформированием отряда в 50-й стрелковый полк проходил в нём службу начальником штаба, затем командиром полка. В течение 18 суток полк удерживал оборонительные позиции и отошёл лишь по приказу. В августе полк влился в  174-ю стрелковую дивизию и переименован в 508-й стрелковый полк, а майор Ушаков утверждён его командиром. Участвовал с ним в Смоленском сражении, в боях в окружении под Невелем, затем в районе городов Великие Луки и Андреаполь, в Вяземской оборонительной операции. С 20 октября 1941 в ходе битвы под Москвой, полк под его командованием в составе той же 174-й стрелковой дивизии 29-й и 22-й армий Калининского фронта принимал участие в Калининской и Можайско-Малоярославецкой оборонительных, Калининской наступательной операциях. С 22 января 1942 дивизия вошла в состав 30-й армии этого же фронта и вела наступательные бои по расширению плацдарма на правом берегу р. Волга (Ржевско-Вяземская наступательная операция). Приказом наркомата обороны от 17 марта 1942 за успешные бои в районе Ржева, овладение плацдармом на правом берегу р. Волга 174-я стрелковая дивизия была преобразована в 20-ю гвардейскую, а 58-й стрелковый полк— в 57-й гвардейский.
Приказом по войскам Калининского фронта от 25 июня 1942 за умелое командование полком и проявленный героизм подполковник Е. Г. Ушаков был награждён орденом Красного Знамени. В апреле–мае дивизия находилась в резерве фронта, затем была подчинена 31-й армии и в её составе участвовала в Ржевско-Сычёвской наступательной операции. В конце декабря 1942 полковник Ушаков был назначен командиром 246-й стрелковой дивизии, которая в это время в составе 31-й армии находилась в резерве Ставки ВГК. С февраля 1943 дивизия в составе 65-й армии Центрального фронта вела наступательные бои в районе г. Дмитровск-Орловский.
С 6 июня 1943 Е. Г. Ушаков вступил в командование 37-й гвардейской стрелковой дивизией 65-й армии Центрального фронта. Участвовал с ней в Курской битве, в Орловской наступательной операции и освобождении г. Дмитровск-Льговский. Приказом по войскам Центрального фронта от 23 августа 1943 был награждён за эти бои вторым орденом Красного Знамени. В последующем части дивизии под его командованием принимали участие в освобождении Левобережной Украины и битве за Днепр, в Черниговско-Полтавской. Черниговско-Припятской, Гомельско-Речицкой и Калинковичско-Мозырской наступательных операциях.
В мае 1944 генерал-майор Е. Г. Ушаков был откомандирован на учёбу в Высшую военную академию им. К. Е. Ворошилова. По окончании её ускоренного курса в марте 1945 он был направлен на 2-й Белорусский фронт и в апреле назначен командиром 101-й гвардейской стрелковой Печенгской дивизии. Её части в составе 40-го гвардейского стрелкового корпуса 2-й ударной армии принимали участие в Восточно-Померанской наступательной операции, в овладении важным укрепленным пунктом и военно-морской базой на Балтийском море — г. Гдыня и разгроме гдыньской группировки противника.
За время войны Е. Г. Ушаков  был три раза персонально упомянут в благодарственных приказах Верховного Главнокомандующего.

### Послевоенное время
После войны продолжал командовать 101-й гвардейской стрелковой дивизией в ГСОВГ. С октября 1945 по апрель 1946 находился в генеральском госпитале в г. Потсдам после ранения при аварии автомашины, по излечении назначен начальником Управления окружной военной комендатуры округа Хемниц Советской военной администрации в Германии. С апреля 1946 занимал должность начальника Прибалтийских курсов усовершенствования офицеров пехоты Советской армии (с ноября 1947 — Объединенные курсы усовершенствования офицерского состава ПрибВО). В июле 1949 уволен в отставку.
Похоронен на кладбище Райниса в Риге.

## Награды
СССР
- орден Ленина (20.06.1949)[3]
- четыре ордена Красного Знамени (25.06.1942[4],  23.08.1943[5],  03.11.1944[3], 07.06.1945[6])
- орден Суворова II степени (16.02.1944)[7]
- орден Отечественной войны I степени (11.01.1943)[8]
- медали в том числе:
  - «За оборону Москвы»
  - «За Победу над Германией в Великой Отечественной войне 1941—1945 гг.»

Приказы (благодарности) Верховного Главнокомандующего в которых отмечен Е. Г. Ушаков.
- За  форсирование реки Десна и овладение крупным опорным пунктом обороны немцев на рубеже этой реки городом Новгород-Северский. 16 сентября 1943 года. № 14
- За овладение городами Штральзунд, Гриммен, Деммин, Мальхин, Варен, Везенберг — важными узлами дорог и сильными опорными пунктами обороны немцев. 1 мая 1945 года. № 354
- За форсирование пролива Штральзундерфарвассер, захват на острове Рюген городов Берген, Гарц, Путбус, Засснитц и полное овладение островом Рюген. 6 мая 1945 года. № 363.

ПНР
- Орден «Крест Грюнвальда» III степени (ПНР);
- Медаль «За Одер, Нейсе, Балтику» (ПНР);